# مجلس شيوخ أوهايو
مجلس شيوخ أوهايو (بالإنجليزية: Ohio Senate)‏ هو مجلس شيوخ ولاية أوهايو الأمريكية، يقع المقر الرئيسي له في Ohio Statehouse ‏، ويتكون من 33 مقعداً، وهو المجلس الأعلى في جمعية أوهايو العامة.

## طالع أيضًا
- جمعية أوهايو العامة